# Devante Parker
Devante Parker (Wiesbaden, 1996. március 16. –) amerikai származású német labdarúgó, az 1. FSV Mainz 05 középpályása. Bátyja, Shawn Parker is labdarúgó.